# PostFinance Arena
PostFinance Arena (oorspronkelijk bekend als Eisstadion Allmend en Bern Arena ) is een arena in Bern, Zwitserland . Het wordt voornamelijk gebruikt voor ijshockey en is de thuisarena van SC Bern .  Het werd gebouwd in 1967 en er is momenteel ruimte voor 17.031 mensen. Een kenmerk van de PostFinance Arena is dat deze 's werelds grootste staande tribune in een arena heeft, met een capaciteit van 10.422 zitbanken. 
De PostFinance Arena was de belangrijkste arena voor de IIHF Wereldkampioenschappen 2009  en heeft al de inaugurele Victoria Cup georganiseerd.    